# District Preiļi
Het district Preiļi (Preiļu rajons) is een voormalig district in het zuidoosten van Letland, in de Letse historische regio Letgallen.
Het district werd opgeheven bij de administratief-territoriale herziening in 2009. Bij opheffing telde het district 37.750 inwoners; het had een grootte van 2042 km².
Bij de opheffing zijn op het gebied van het district de volgende gemeenten gevormd:
- Aglonas novads
- Līvānu novads
- Preiļu novads
- Riebiņu novads
- Vārkavas novads